# Piazza Alvar Aalto
Piazza Alvar Aalto è una piazza situata nel Centro direzionale di Milano intitolata all'omonimo architetto finlandese.

## Descrizione
La piazza, il cui spazio era occupato in passato dalla Stazione di Milano Porta Nuova, ospita le torri Solaria, Aria e Solea; ed è collegata a Torre UnipolSai e Piazza Gae Aulenti tramite il ponte pedonale che attraversa Via Melchiorre Gioia e alla Torre Diamante tramite il parco che si sviluppa tra via della Liberazione e via Joe Colombo.

## Trasporti
- Garibaldi FS
- Gioia
- Repubblica
- Stazione di Milano Porta Garibaldi
- Stazione di Milano Porta Garibaldi sotterranea
- Stazione di Milano Repubblica